# KwaZulu-Natal
KwaZulu-Natal (Natal auf der zweiten Silbe betont) ist eine Provinz an der Ostküste Südafrikas. Sie grenzt im Norden an Eswatini, Mosambik und an Mpumalanga, im Süden an das Ostkap, im Westen an Lesotho und den Freistaat sowie im Osten an den Indischen Ozean. Die Provinz entstand 1994 aus der Zusammenlegung des früheren Homeland KwaZulu und der ehemaligen Provinz Natal. Sie umfasst das traditionelle Siedlungsgebiet der Zulu und ist die einzige Provinz, die den Namen einer ethnischen Gruppe in ihrem Namen trägt.

## Geographie

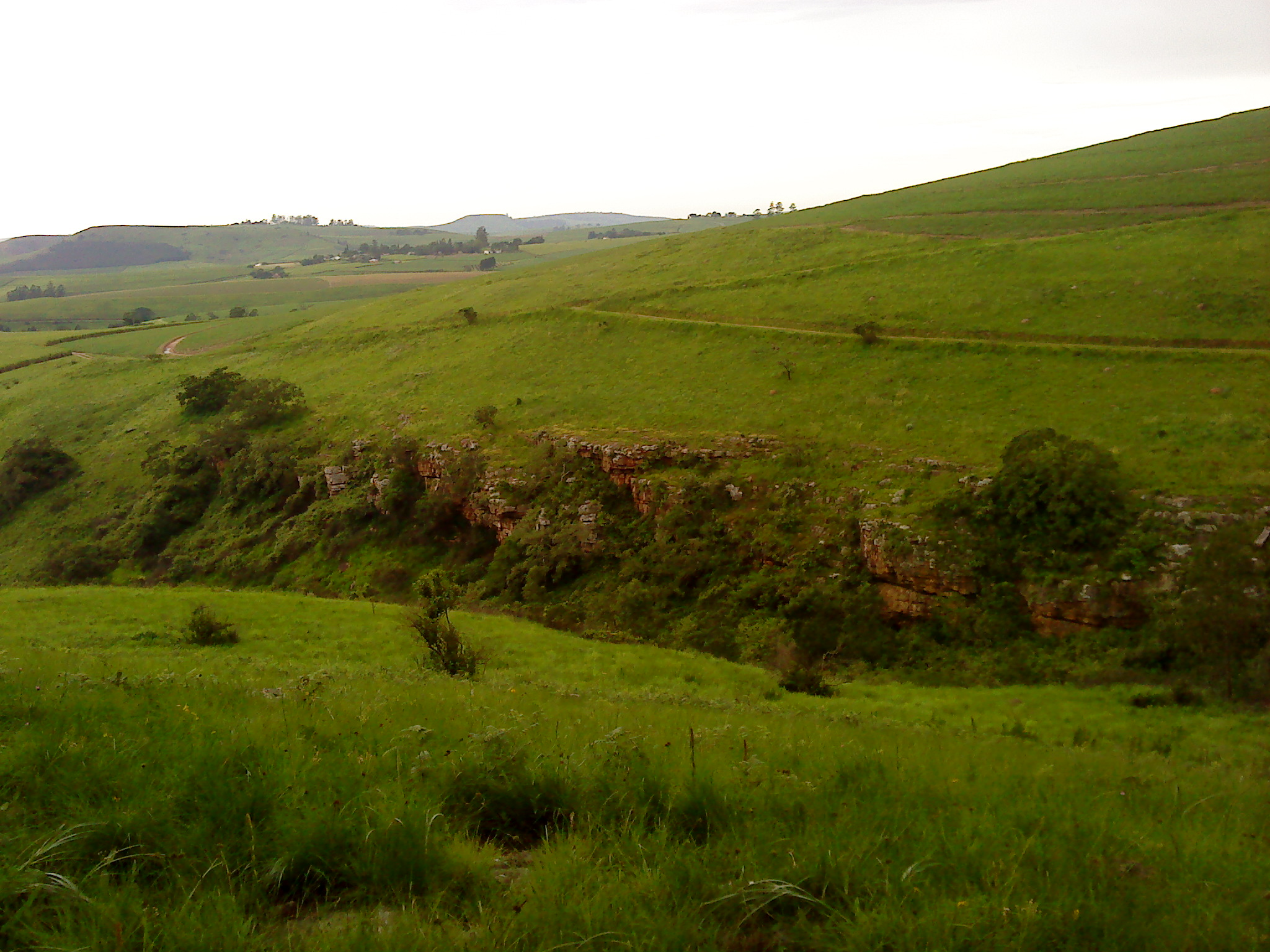
Die KZN Midlands

KwaZulu-Natal nennt sich die Gartenprovinz Südafrikas. Die Landschaft lässt sich in drei Zonen einteilen: flache Küstengebiete, hügelige Ebenen im Inland sowie zwei Gebirgszonen: die Drakensberge im Westen und die Lebomboberge im Norden. Das Klima ist generell warm und feucht, aber im höhergelegenen Inland kann es im Winter sehr trocken und recht kalt werden. Im Küstenstreifen standen früher tropische Wälder – heute werden hier häufig Zuckerrohr und tropische Früchte angepflanzt.
Die Sandstrände an der Nordküste (nördlich von Durban) und an der Südküste (südlich von Durban) mit ihrem warmen Wasser sind beliebte Ferienziele für viele In- und Ausländer. Nur wenige größere Buchten boten die natürliche Voraussetzung zur Anlage von Seehäfen.
Am 13. April 2022 wurde über Vermurungen und Überschwemmungen nach Starkregen berichtet; mindestens 253 Menschen starben. Die Überschwemmungen in KwaZulu-Natal richteten großen Schaden an.

## Distrikte mit den Gemeinden
Die Provinz gliedert sich in folgende zehn Distrikte mit 43 Lokalgemeinden und eine Metropolgemeinde:

Distrikte in KwaZulu-Natal

|     | Distrikt / Metropolgemeinde        | Gemeinden                                                                  |
| --- | ---------------------------------- | -------------------------------------------------------------------------- |
| 01. | Amajuba                            | Dannhauser, eMadlangeni und Newcastle                                      |
| 02. | Harry Gwala (ehemals Sisonke)      | Dr Nkosazana Dlamini Zuma, Greater Kokstad, Ubuhlebezwe und Umzimkhulu     |
| 03. | iLembe                             | KwaDukuza, Mandeni, Maphumulo und Ndwedwe                                  |
| 04. | King Cetshwayo (ehemals uThungulu) | City of uMhlathuze, Mthonjaneni, Nkandla, uMfolozi und uMlalazi            |
| 05. | Ugu                                | Ray Nkonyeni, uMdoni, uMuziwabantu und Umzumbe                             |
| 06. | uMgungundlovu                      | Impendle, Mkhambathini, Mpofana, Msunduzi, Richmond, uMngeni und uMshwathi |
| 07. | uMkhanyakude                       | Big Five Hlabisa, Jozini, Mtubatuba und Umhlabuyalingana                   |
| 08. | uMzinyathi                         | Endumeni, Msinga, Nquthu und uMvoti                                        |
| 09. | uThukela                           | Alfred Duma, Inkosi Langalibalele und Okhahlamba                           |
| 10. | Zululand                           | AbaQulusi, eDumbe, Nongoma, Ulundi und uPhongolo                           |
| 11. | eThekwini                          | Metropolgemeinde                                                           |

## Städte
- Durban hieß ursprünglich Port Natal und bestand schon, als die Buren 1838 nach Natal kamen. Später wurde die Stadt nach dem britischen Gouverneur Benjamin D’Urban umbenannt. Heute ist Durban mit zwei Millionen Einwohnern die größte Stadt KwaZulu-Natals. Im Umkreis liegen Kloof und Hillcrest.
- Pietermaritzburg wurde 1838 von den Buren als Hauptstadt ihrer Republik Natalia gegründet. Von 1994 bis 2004 teilte sie sich den Titel der Provinzhauptstadt mit der traditionellen Hauptstadt des Zululandes, Ulundi.

Weitere Städte sind Newcastle, Dundee, Vryheid, Ladysmith, KwaDukuza und Richards Bay im Norden der Provinz, Port Shepstone und Kokstad im Süden sowie Hluhluwe im Osten.

## Politik

Sitzverteilung im Provinzparlament von KwaZulu-Natal:
EFF (8)
ANC (44)
IFP (13)
DA (11)
NFP (1)
MF (1)
ATM (1)
ACDP (1)

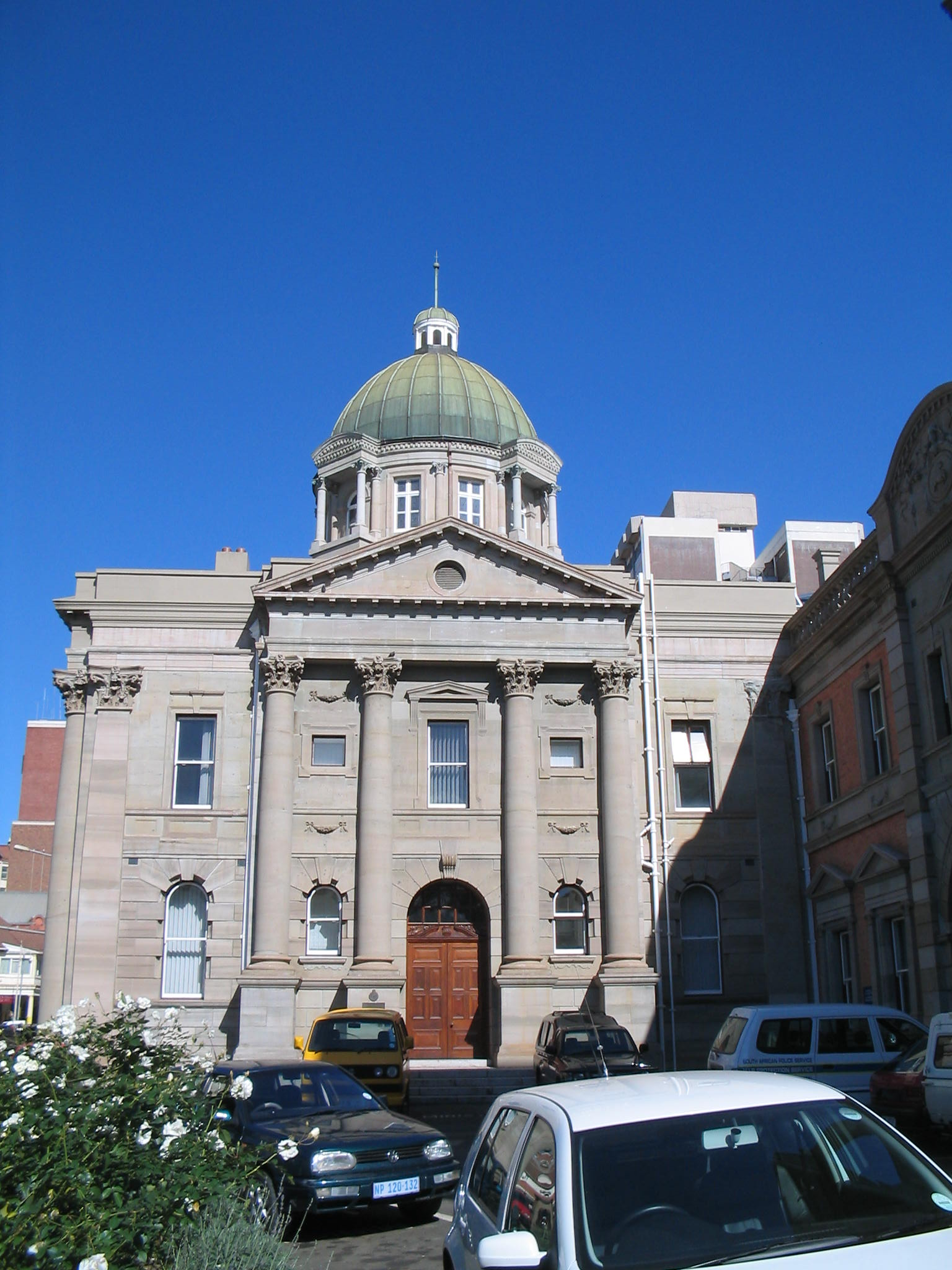
Parlamentsgebäude in Pietermaritzburg

Bei den Wahlen 2019 zur Provincial Legislature blieb der ANC in KwaZulu-Natal die stärkste Partei. Die Inkatha Freedom Party übernahm die Rolle der offiziellen Opposition. Die Mandate verteilen sich wie folgt.
| Partei                                    | Sitze | +/− |
| ----------------------------------------- | ----- | --- |
| African National Congress (ANC)           | 44    | −8  |
| Inkatha Freedom Party (IFP)               | 13    | +4  |
| Democratic Alliance (DA)                  | 11    | +1  |
| Economic Freedom Fighters (EFF)           | 08    | +6  |
| National Freedom Party (NFP)              | 01    | −5  |
| Minority Front (MF)                       | 01    | ±0  |
| African Transformation Movement (ATM)     | 01    | +1  |
| African Christian Democratic Party (ACDP) | 01    | +1  |
| Summe                                     | 80    |     |

## Demografie

Verteilung der Sprachen in KwaZulu-Natal (Zensus 2001):
Afrikaans
Englisch
isiXhosa
isiZulu
Sesotho
Siswati
keine dominierende Sprache

Den größten Teil der Bevölkerung machen die Zulu aus. Sie sprechen isiZulu, eine Bantusprache. Die Stämme, die in der Gegend der heutigen Provinz lebten, wurden im 19. Jahrhundert vom Zulukönig Shaka zu einem Volk vereinigt.
Obwohl die Republik Natalia von Buren gegründet wurde, überwiegt heute der englische Anteil in der europäischstämmigen Bevölkerungsminderheit in KwaZulu-Natal. Die Buren zogen weiter ins Inland, nachdem das Vereinigte Königreich 1842 Natal annektiert hatte. Daraufhin ließen sich viele britische Einwanderer in dieser fruchtbaren Gegend nieder.
Begünstigt wurden die Ansiedlungsbemühungen besonders im Umfeld der Bucht von Natal, dem heutigen Durban, wo sich seit dem 19. Jahrhundert der Hafen Durban schrittweise entwickelte. Das Amt eines Hafenkapitäns ist hier seit 1840 überliefert. Eine geordnete Entwicklung des heutigen Hafengebietes begann erst 1855.
Seit der zweiten Hälfte des 19. Jahrhunderts wurden zahlreiche Inder als Arbeiter für die Zuckerrohrplantagen nach Südafrika angeworben. Diese zogen später größtenteils in die Städte. Sie stellen den Großteil der Hindus Südafrikas; es gibt aber auch Muslime unter ihnen. Durban ist die Stadt mit der größten indischstämmigen Bevölkerung außerhalb des indischen Subkontinents.
Es ließen sich auch deutsche Einwanderer im heutigen KwaZulu-Natal nieder. In der Gegend um Wartburg, Harburg und Hermannsburg leben auch heute noch deutschsprechende Südafrikaner.

### Einwohnerentwicklung
Die folgende Übersicht zeigt die Einwohnerzahlen nach dem jeweiligen Gebietsstand seit der Volkszählung 1996.
| Jahr          | Einwohnerzahl |
| ------------- | ------------- |
| 1996 (Zensus) | 08.572.302    |
| 2001 (Zensus) | 09.584.129    |
| 2011 (Zensus) | 10.267.300    |
| 2017          | 11.074.784    |
| Juni 2021     | 11.513.575    |
| 2022 (Zensus) | 12.423.907    |

## Parks und Naturschutzgebiete

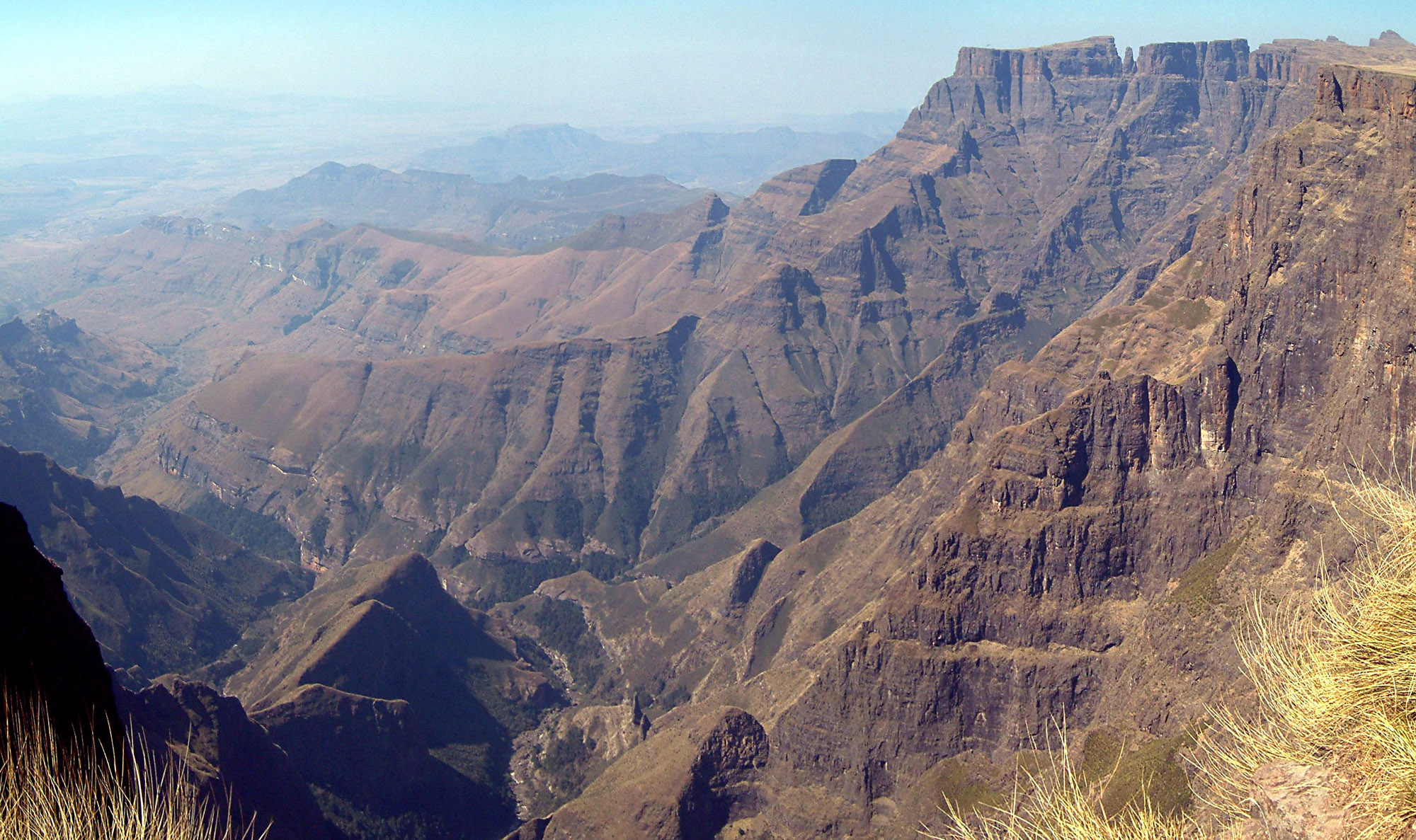
Amphitheatre im Royal-Natal-Nationalpark

### Nationalparks
- iSimangaliso-Wetland-Park (Welterbestätte)
- uKhahlamba-Drakensberg-Park (Welterbestätte)
- Hluhluwe-iMfolozi-Park

### Naturschutzgebiete
| - Albert Falls Game Reserve - Amatigulu Naturschutzgebiet - Cobham Naturschutzgebiet - Coleford Naturschutzgebiet - Craigie Burn Naturschutzgebiet - Didima Conservation Area - Dr Alden Lloyd Naturschutzgebiet - Dragon Peaks Naturschutzgebiet - Enseleni Naturschutzgebiet - Entumeni Naturschutzgebiet - Garden Castle Naturschutzgebiet - Harold Johnson Naturschutzgebiet - Hazelmere Naturschutzgebiet - Highmoor Wilderness Reserve - Himeville Naturschutzgebiet - Impofana Naturschutzgebiet | - Itala Naturschutzgebiet - Kamberg Naturschutzgebiet - Karkloof Naturschutzgebiet - Kosi Bay Naturschutzgebiet - Kranskloof Naturschutzgebiet - Lake Eteza Naturschutzgebiet - Loteni Naturschutzgebiet - Malekgonyane Wildlife Reserve - Mapelane Naturschutzgebiet - Mdedelelo Wilderness Area - Midmar Nature Reserve - Mihobi Naturschutzgebiet - Mkomazi Naturschutzgebiet - Mount Currie Naturschutzgebiet - Mzimkhulu Wilderness Area - Oribi Gorge Naturschutzgebiet | - Pongolapoort Naturschutzgebiet - Queen Elizabeth Park Naturschutzgebiet - Richards Bay Naturschutzgebiet - Spioenkop Dam Naturschutzgebiet - St Lucia Marine Reserve - Tembe Elephant Reserve - The Swamp Naturschutzgebiet - Tugela Drift Naturschutzgebiet - Umgeni Valley Naturschutzgebiet - Umlalazi Naturschutzgebiet - Umtamvuna Naturschutzgebiet - Vergelegen Naturschutzgebiet - Vernon Crookes Naturschutzgebiet - Wagendrift Naturschutzgebiet - Weenen Naturschutzgebiet - Wilfred Bauer Naturschutzgebiet |

## Wirtschaft

### Industrie
Die Industrialisierung der Provinz hat an mehreren Orten eine starke Entwicklung genommen. Das trifft besonders auf die Städte Dundee, Durban, Hammarsdale, Ladysmith, Mandeni, Newcastle, Pietermaritzburg, Richards Bay und Richmond zu. Einen Schwerpunkt bildet die Automobilindustrie mit zahlreichen Zulieferbetrieben. Das Zentrum der südafrikanischen Aluminiumindustrie befindet sich in der Region Richards Bay.
Besonders ausgeprägte ökonomische Schwerpunkte mit gut vernetzter Verkehrsinfrastruktur bilden das Hafengebiet bei Richards Bay mit den umliegenden Industriestandorten und die Industrieregion Durban mit ihrem für Südafrikas Import- und Exportaufkommen bedeutsamen Hafen. Das Richards Bay Coal Terminal zählt zu den weltweit größten Verladeeinrichtungen für den Kohleexport und wird durch Transnet Freight Rail über die Richards Bay Coal Line beliefert.

### Mineralische Rohstoffe
Bei Dundee und Newcastle existieren Kohlevorkommen, aus denen Bergwerke ihre Produkte zum Kohleterminal in den Hafen Richards Bay liefern. Im Norden bei Pongola gibt es Goldvorkommen von geringer Bedeutung. Ferner werden Schwermineralsande in Küstenbereichen durch Richards Bay Minerals und Natursteinsorten an verschiedenen Orten gewonnen.

### Landwirtschaft
Die vorherrschenden klimatischen Bedingungen im Gebiet der Provinz, die gute Verfügbarkeit von Wasser sowie landwirtschaftlich günstige Bodenverhältnisse haben über einen langen Zeitraum die vorteilhafte Entwicklung des agrarwirtschaftlichen Sektors ermöglicht, der nun zu den wichtigen ökonomischen Faktoren in der Provinz zählt. Schwerpunktprodukte sind Zuckerrohr und subtropische Früchte, die hauptsächlich in der Küstenregion angebaut werden und teilweise eine sie verarbeitende Industrie beliefern. Im Zentrum des Anbaus stehen Bananen, vorrangig zwischen Port Shepstone und Port Edward in Plantagen, Ananas in der Region um Hluhluwe sowie Cashew-Früchte und Kartoffeln.
Farmbetriebe im Landesinnern beschäftigen sich mit dem Gemüseanbau, der Milchviehhaltung und Molkerei und mit anderen Bereichen der Viehwirtschaft. In der Umgebung von Ngome, bei Nongoma, gibt es Teeplantagen. Forstwirtschaft wird umfassend bei Vryheid, Eshowe, Richmond, Harding und Ngome betrieben, wobei Eukalyptus, Kiefern, Black Wattle und Pappeln zu den bevorzugten Holzsorten zählen. Große und in KwaZulu-Natal historisch beheimatete Nutzholzproduzenten sind Sappi und Mondi. Für traditionelle Flechtarbeiten gewinnen damit befasste Handwerker Faserpflanzen an deren natürlichen Standorten.